# Castello di San Damiano
Das Castello di San Damiano, auch Rocca di San Damiano oder Castello Anguissola genannt, ist eine mittelalterliche Festung in San Damiano, einem Ortsteil der Gemeinde San Giorgio Piacentino in der italienischen Emilia-Romagna. Das Gebäude liegt in der offenen Poebene in der Nähe des Nurebaches.

## Geschichte
Die genaue Bauzeit der Burg ist nicht bekannt, aber 1242 wurde sie von Truppen aus Cremona und Bergamo unter dem Kommando von Markgraf ‚‘Manfredo II. Lancia‘‘ und in Diensten des Königs Enzio von Sardinien zerstört. 1436 wurde der Ort an Bartolomeo Anguissola verlehnt. Somit wurde die Burg Teil des Festungsnetzes in Besitz der Familie Anguissola, in deren Händen sich bis zum Ende des 17. Jahrhunderts verblieb.
1480 wurde das Anwesen nach einer Schätzung der Meister Giovanni Grosso und Antonio Ozello zwischen Battista Anguissola und einigen seiner Verwandten aufgeteilt. Das Dokument, dessen Original sich in Neapel im Archiv des Zweiges von San Damiano der Familie Anguissola befindet, sieht vor, dass trotz Aufteilung des Eigentums an der Burg in verschiedene Portionen der Brunnen, der Turm, der Eingang, die Brücke und die Gräben für alle Miteigentümer verfügbar bleiben müssen, da diese auch gehalten waren, sich an den Kosten für die Instandhaltung der gemeinsam genutzten Teile in gutem Zustand zu beteiligen. Ebenso wie zur Instandhaltung der gemeinsam genutzten Teile waren alle Miteigentümer im Falle der Verwicklung in kriegerische Handlungen auch gehalten, gemeinsam die Verteidigung und den Wachdienst an der Burg zu organisieren. Falls jemand diese Pflicht nicht erfüllen sollte, wäre er automatisch von jedem Herrschaftsrecht ausgeschlossen.
Im selben Jahrhundert kaufte Bernardo Anguissola, der sich rühmte, von der Familie Della Scala aus Verona abzustammen, die Hälfte des Lehens. Die zweite Hälfte des Lehens, die ursprünglich in den Händen des Familienzweiges von Cimafava war, kaufte dagegen Giovanna Anguissola, die Witwe von Pietro Antonio Anguissola.
1647, nach dem Tod ohne männliche Erben des Grafen Ottavio Anguissola, wurden die Burg und alle damit verbundenen Güter von der herzoglichen Liegenschaftsverwaltung der Farneses verwaltet. Nachdem das Anwesen in den ersten Jahren des 19. Jahrhunderts den Anguissolas zugeeignet worden war, bildete es einen Teil der Mitgift  von Giuseppina Anguissola bei ihrer Eheschließung mit einem Mitglied der Familie Porcelli, der dann die Burg bis 1876 behielt; dann wurde sie für eine Summe von 5250 Lire versteigert.

## Beschreibung
Die Niederungsburg, die größtenteils aus Stein und Mauerziegeln erbaut ist, hat eine in der Provinz Piacenza ziemlich weitverbreitete Struktur mit einem rechteckigen Grundriss und zwei Türmen mit kreisrundem Grundriss auf der Nordseite, die gegenüber dem Rest des Gebäudes leicht vorspringen und – wie verschiedene andere Gebäude in der Gegend – mit kleinen Korbbogenfenstern versehen sind.
Auf der Gebäudeseite, die die beiden Türme miteinander verbindet, befindet sich eine Schlupftür, die mit ghibellinischen Zinnen und Schießscharten versehen ist und die, da sie etwas aus der Frontlinie der Mauer vorspringt, als Abschnittsteilung fungiert und sich mit den beiden Türmen an den Seiten auf einer genauen Linie befindet. Der Eingang trägt die Zeichen der Aufhängung der Zugbrücke und des Fußgängersteges, die ursprünglich den Burggraben überspannten, der später eingeebnet wurde. Am Eingangstor gibt es eine Verzierung, auf der in Stein das Wappen der Familie Anguissola abgebildet ist.
Der Komplex wird vom Bergfried dominiert, der sich hinter dem Eingang befindet und wiederum die Zeichen ghibellinischer Zinnen trägt, die später vermauert wurden. Seine Lage bestätigt die Hypothese, dass er vor dem Rest der Burg erbaut wurde. Wie die Schlupftür und der Bergfried waren auch die anschließenden Baukörper ursprünglich mit Zinnen gekrönt, die es zwar heute nicht mehr gibt, von denen man aber noch einige Spuren findet.
Im Laufe der Zeit wurde das Gebäude mehrmals umgebaut: Von der Südseite sind die beiden Türme mit quadratischem Grundriss verschwunden, die es 1819 noch gab, wie ein Grundriss der Burg aus diesem Jahr bezeugt. Auf dieser Seite wurde so eine niedere Wehrmauer aus Stein errichtet, die den Hof abschließt und die Gebäude des Komplexes verbindet. Die Burg die in Verfall geraten war, nachdem sie für landwirtschaftliche Zwecke genutzt worden war, wurde später restauriert und zeigt sich heute in gutem Erhaltungszustand.